# Dülmener

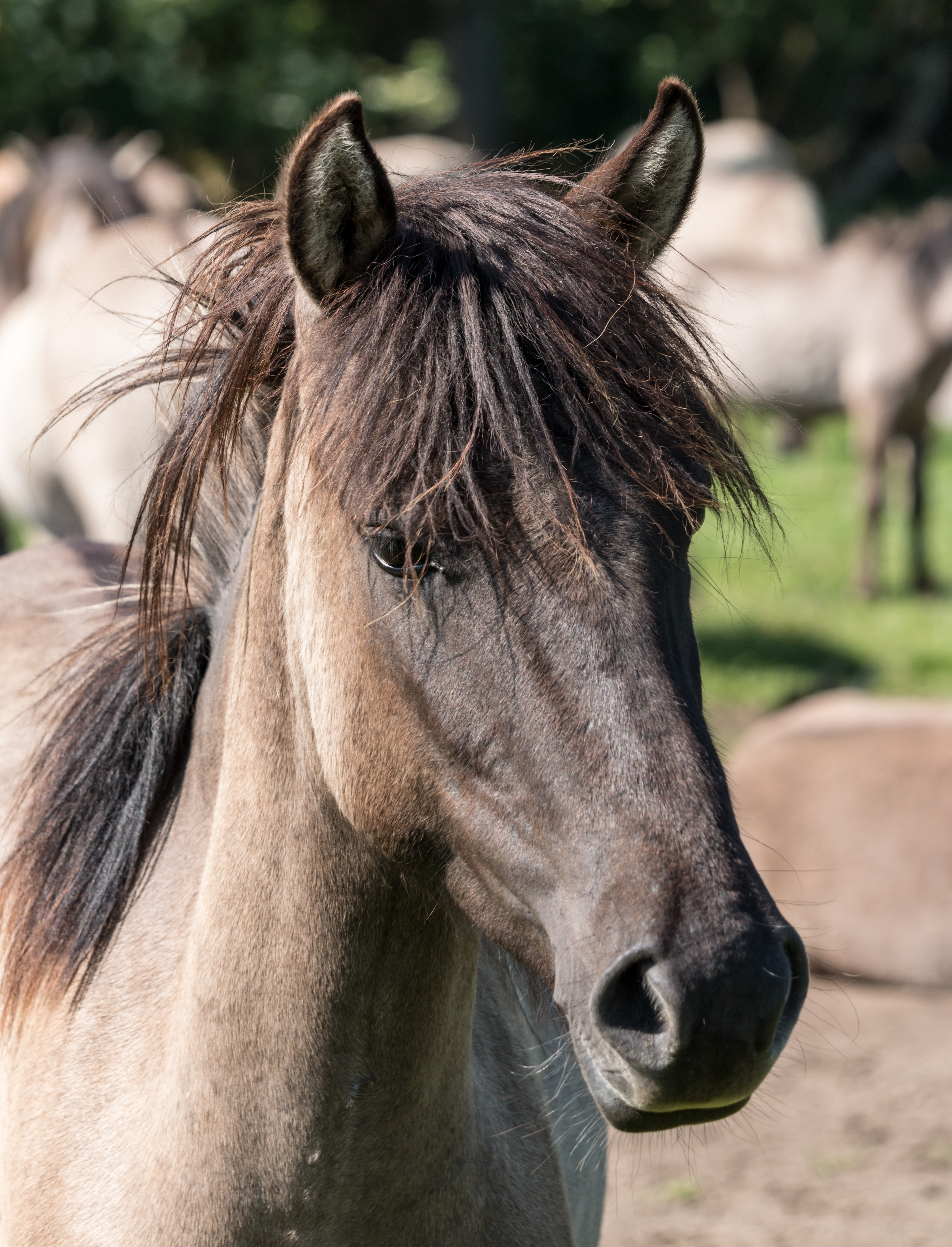
Dülmener paard

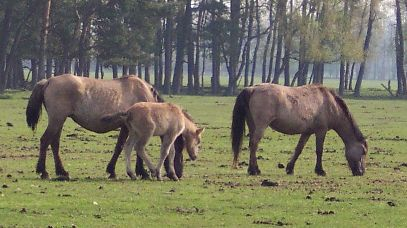
Dülmener paarden in de Merfelder Bruch

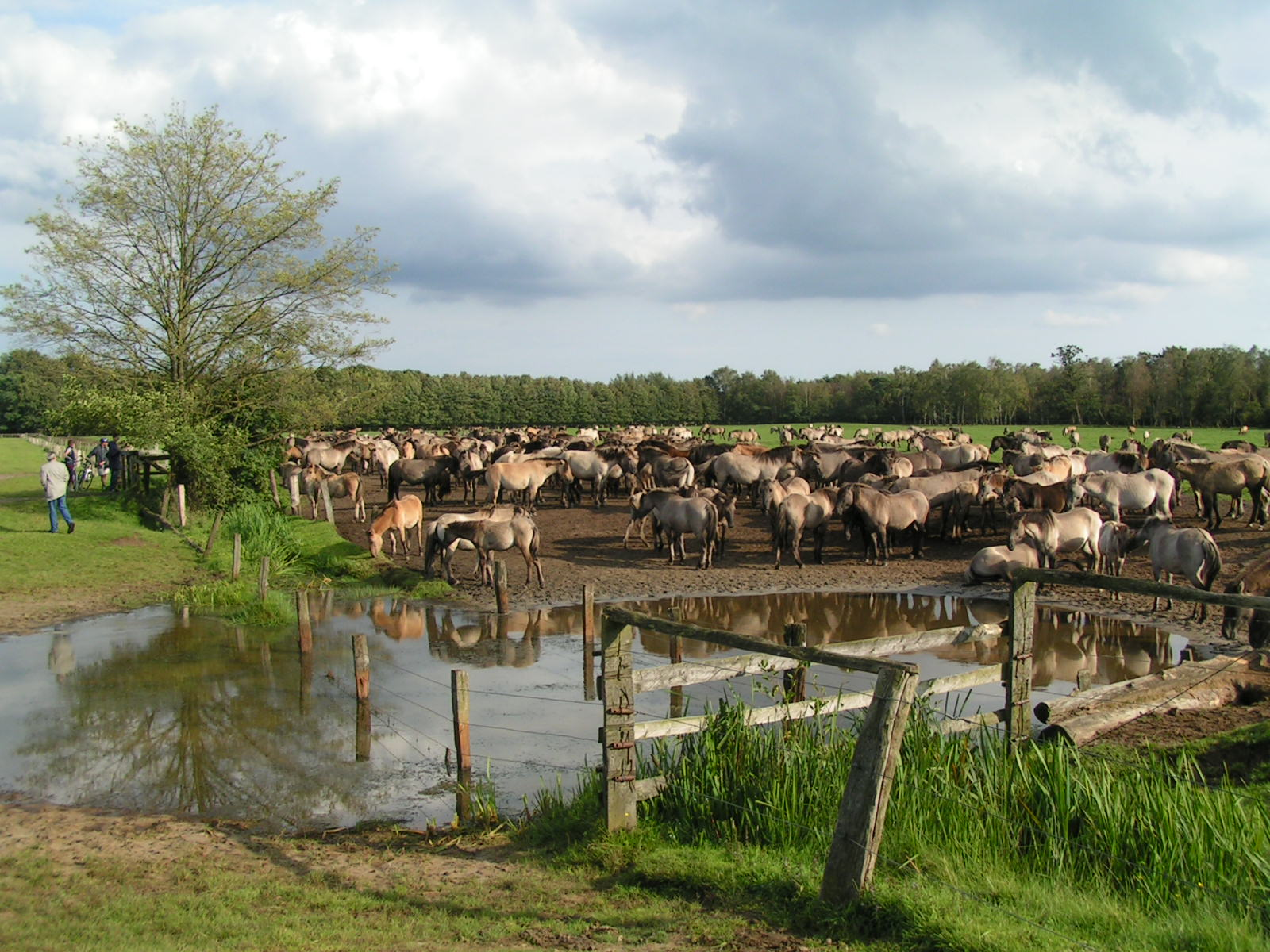
de Merfelder Bruch

Het Dülmener-paard (Duits: Dülmener Wildpferd) is een ras van kleine halfwilde paardjes, genoemd naar de plaats Dülmen in Duitsland. In de Merfelder Bruch, ten westen van Dülmen,  leeft een kudde van ongeveer driehonderd pony's in natuurlijk kuddeverband binnen een natuurgebied van ongeveer driehonderdvijftig hectare. Ieder jaar wordt de kudde op een dag in het voorjaar bijeengedreven en worden de eenjarige hengstveulens uit de kudde gehaald.
Het Dülmener Wildpferd is een 'oer'paard dat dicht bij oorspronkelijke rassen als de Konik en het Przewalskipaard ligt. Het zijn geen echte "wilde paarden" maar wel 'verwilderde' paarden. De nakomelingen van de ca. vijftig merries en hengsten die niet in het reservaat leven worden kortweg Dülmener genoemd. De paarden werden vroeger Dülmener Brücher genoemd. Het ras staat sinds 1994 op de rode lijst van bedreigde huisdierrassen.

## Kenmerken
De Dülmener toont de typische kenmerken van paardensoorten die dicht bij de oorspronkelijke wildvormen staan, zoals de donkere aalstreep die van de manen naar de staart loopt. Ook ziet men aan de achterkant van de voorbenen vaak zogenaamde 'zebrastrepen'. Het paardje is meestal bruin- of grijsachtig met donkerdere manen en staart. De stokmaat ligt tussen 125 en 145 cm.

### Exterieur
Het lichaam is rechthoekig met weinig schoft en de schouders zijn schuin; de hals niet te lang en licht gebogen; middelgroot hoofd met een breed voorhoofd; kleine oren; rechte of licht gebogen neus. De achterhand is stevig ontwikkeld; de hoeven zijn klein en rond. De beharing aan de benen is sterk net als de manen en de staart.

### Karakter
De pony's gelden als buitengewoon taai en robuust, goedmoedig in de omgang en bij de juiste behandeling zeer leergierig. Ze nemen genoegen met weinig extra krachtvoer.

## Geschiedenis
De eerste schriftelijke vermelding van deze dieren komt uit het jaar 1316, toen Herman de Merfeld (de) en Johannes de Lette de vis- en jachtrechten en het recht op de paarden verworven. Toen de landbouwontginning steeds meer de levensruimte van de wilde pony's ging bedreigen bracht de hertog van Croÿ twintig dieren bijeen op een gebied van 33 hectare. Door zijn initiatief in 1850 kon het ras tot op heden bewaard blijven en uitgroeien naar een grote kudde op een gebied van ongeveer 350 hectare. Om inteelt te vermijden werden enkele pony- en paardenrassen ingekruist met aandacht voor het behoud van de wilde vormen.
Vroeger werden deze pony's ingezet in de mijnbouw.

## Leefwijze en gebruik
De pony's die in de Merfelder Bruch leven worden alleen tijdens strenge winters bijgevoerd met hooi en stro. Het fokken wordt geregeld doordat de hengst slechts vanaf mei tot september bij de kudde is. De kudde bestaat uit families van merries met hun veulens, die ieder worden geleid door een 'alphamerrie'.
Op de laatste zaterdag in mei worden de jonge hengsten door jonge mannen met de hand gevangen en van de kudde gesepareerd, gemerkt en geveild. Dit is een drukbezocht spektakel. De Dülmener wordt gewaardeerd om zijn veelzijdigheid en genoegzaamheid. Hij wordt het meest gebruikt als rijpony, heeft slechts een open stal (tegen de wind) nodig en heeft voldoende aan een schrale weide.